# Стонвол Гап (Колорадо)
Стонвол Гап (енгл. Stonewall Gap) насељено је место без административног статуса у америчкој савезној држави Колорадо.

## Демографија
По попису из 2010. године број становника је 67.
| Група             | 2000.    | 2010.      |
| Белци             | 0 (0,0%) | 59 (88,1%) |
| Афроамериканци    | 0 (0,0%) | 0 (0,0%)   |
| Азијати           | 0 (0,0%) | 0 (0,0%)   |
| Хиспаноамериканци | 0 (0,0%) | 7 (10,4%)  |
| Укупно            | 0        | 67         |